# Ediciones Carena
Ediciones Carena es una editorial fundada en Barcelona en 1992 por José Membrive y Araceli Palma-Gris.
El proyecto de la editorial nació con la pretensión de acercar la literatura y el pensamiento en la sociedad y servir de puente entre diferentes maneras de entender la vida y la cultura. En la actualidad, en el equipo conviven personas de distintas generaciones y diversas procedencias que trabajan juntos aunados por pasión y profesionalidad.
Constituyen las colecciones claves de esta editorial la poesía, el ensayo contemporáneo, social y filológico, la narrativa, la música, los libros de viajes.

### Objetivos de la editorial
- Proponer literatura de calidad, pensamiento profundo y, al mismo tiempo, con un enfoque no elitista.
- Apostar por la literatura de alto nivel, al margen de las modas.
- Valores sólidos, que indaguen en lo más auténtico de la condición humana, que fortalezcan internamente como individuos.
- Defender una forma artística de concebir la vida propia de cada individuo, marcada por la ética, la pasión y la estética.
- Arte de raíz universal que propicie el entendimiento entre comunidades con diferentes visiones, capaz de restañar las heridas que se abren cuando nos movemos en otros planos más superficiales como el político, el economicista, etc
- Comprometidos en causas solidarias, abiertos a cooperar en toda iniciativa que apueste por el entendimiento, el debate enriquecedor y la indagación en nuevas formas de humanización.

### Libros recientes de Ediciones Carena
- Estética del caos, de Pablo Acevedo, 2019.
- Consciencia cuántica, de Félix Torán, 2018.
- Ética y estética ecológicas, de Joaquín Araújo, 2018.
- El Mayor de los silencios, de José Vicente Mestre, 2017.
- La Vitamina P, de Félix Torán, 2016.
- La Refundación de la Democracia, de José Vicente Mestre, 2014.
- La ausencia habitada, de Ferran Garrido, 2014.
- La noche de los mestizos, de Cabello Ruiz, 2014.